# Gousi
Gousi är en ort i Burkina Faso.   Den ligger i regionen Boucle du Mouhoun, i den centrala delen av landet, 140 km väster om huvudstaden Ouagadougou. Gousi ligger 271 meter över havet och antalet invånare är 516.
Terrängen runt Gousi är mycket platt. Närmaste större samhälle är Toma, 16,0 km nordväst om Gousi.
Omgivningarna runt Gousi är en mosaik av jordbruksmark och naturlig växtlighet. Runt Gousi är det ganska tätbefolkat, med 58 invånare per kvadratkilometer.